# Benchmark (facilitair)
Benchmarking vindt binnen de facilitaire dienstverlening plaats om de eigen prestaties inzake facilitaire kosten en de ontwikkeling daarvan te toetsen aan een bepaalde objectieve (facilitaire) maatstaf (kengetal).
Dit facilitaire kengetal geeft informatie over het kostenniveau van referentie-organisaties en kan leiden tot het verbeteren van de eigen facilitaire kosten.
Een facilitair kengetal wint aan bruikbaarheid wanneer het in een model of systeem wordt ondergebracht. Het model of systeem moet dan wel aan dezelfde eisen voldoen. Benchmark-statistieken zijn de omzetting van benchmark-praktijken in operationele metingen. Er kunnen benchmarks voor alle doelstellingen of doelen zijn, bijvoorbeeld voor tevredenheid van klanten, van de werknemers, bedrijfsresultaten en kwaliteit. In de meeste gevallen zullen eerder kritische succesfactoren als benchmark kunnen fungeren dan de onderliggende prestatie-indicatoren.
Benchmarking is dus kijken hoe andere mensen of organisaties in staat zijn de beste resultaten te behalen.

## Tien stappen van Camp
Robert Camp, de uitvinder van benchmarking, beschrijft het proces in een tien-stappenplan. Onder dit proces ligt een aantal stevige grondslagen. Dit zijn in feite vijf uitgangspunten waaraan eerst moet zijn voldaan wil benchmarking tot een succesvolle toepassing leiden:
- Ken uw bedrijf of instelling!
- Ken de sterkste concurrent!
- Pas de beste werkwijzen toe!
- Bereik superioriteit!
- Bouw een databestand op!

## Prestatieniveau
Om te voorkomen dat er appels met peren worden vergeleken is het voor een correcte benchmark van belang dat in eerste instantie wordt gekeken naar het prestatieniveau van de facilitaire producten en diensten. Het prestatieniveau geeft wat betreft de verschillende producten en diensten een objectief beeld van:
- Kwaliteits- en voorzieningenniveau - is het luxe of eenvoudig.
- Gebruiksintensiteit - wat is het volume.
- Gebruikte materialen - verschil in gebruikt materiaal kan invloed hebben o.a. schoonmaak en onderhoud.

## Typen benchmarking
- Best in practice - Beste uitvoerder van een bepaalde deelfunctie van een totaalproces.
- Best in class - De beste op een bepaald deelgebied, onafhankelijk van een bepaalde tak, branche of zelfs onafhankelijk van het land (world class).
- Externe, competitieve of concurrerende benchmarking - Het vergelijken van de prestatie en activiteiten van de eigen organisatie met die van de concurrentie. Wordt gebruikt voor de vergelijking van producten, diensten en activiteiten. Is primair gericht op de impact hiervan op de waarde van afnemers, en in het verlengde daarvan op de financiële waarde van de onderneming.
- Interne benchmarking - Het vergelijken van gelijke functies in verschillende divisies of business units binnen één onderneming. Wordt gebruikt voor de vergelijking van functies, de prestaties van de organisatie. Is primair gericht op efficiency- en productiviteitsverbetering.
- Functionele benchmarking - Richt zich op kwaliteitscontrole en hogere efficiency van bepaalde functies binnen de organisatie, bijvoorbeeld op het gebied van marketing of training. Leent zich het best voor benchmarking tegen de beste in class.
- Process benchmarking - Richt zich op het verbeteren van de efficiency en het verhogen van het concurrentievermogen. Wordt gebruikt voor het verbeteren van de werkstromen.
- Operational/Operating benchmarking - Gericht op het vergelijken van aspecten als klanttevredenheid, marketingmix, overheadkosten, voorraadniveaus.
- Strategic benchmarking - Een methode met behulp waarvan ondernemingen kunnen leren van de lessen die andere ondernemingen hebben moeten leren. Strategisch benchmarken is het kader of structuur waarbinnen de hiërarchie van doelen, strategie en actie wordt geplaatst. Gericht op winstpotentieel, productiviteit, groeipotentieel, innovatiepotentieel.

## NKP-model
Het NKP-model (Nederlands kwaliteit-prijsmodel) leent zich zeer goed voor een benchmarksysteem. Bij het opzetten van een benchmarkproject ten behoeve van het bouwen van een benchmarksysteem kunnen de volgende voorwaarden gesteld worden :
1. Het doel moet vooraf duidelijk bepaald zijn
2. De normen, waarmee vergeleken kan worden moeten zo eenduidig zijn (o.a. NEN 2748 en NEN 2745)
3. Het management moet bij invoering van een benchmarkproject intensief betrokken (willen) zijn
4. Er moet in de gehele organisatie voldoende draagvlak aanwezig zijn
5. De communicatie binnen de organisatie moet professioneel zijn
6. Er moet goed inzicht zijn in de bestaande situatie (Ist situatie)
7. Het benchmarksysteem is van permanente aard (niet eenmalig)
8. Managers moeten verantwoordelijk worden gesteld voor de door hen behaalde resultaten (facilitaire perfomance)
9. De managers moeten zich ook verantwoordelijk weten en voelen voor het behalen van hun resultaten
10. De kengetallen moeten betekenisvol zijn voor de operationele managers en voldoende inzicht bieden om hierop tactisch te kunnen sturen. Ze moeten dus representatief zijn - geven de parameters/ratio's (vierkante meters (m2), aantal voltijdsmedewerkers (FTE) waarin de kengetallen worden uitgedrukt wel een goed inzicht.
11. Er dienen duidelijke regels te bestaan ten aanzien van facilitaire budgetten, service level agreements (SLA) en doorbelasting van facilitaire kosten aan de afnemers
12. Het meten van prestatiekloven (tussen benchmark en gemeten norm) en het onderzoeken naar methoden om deze kloven te dichten, dient te worden bewerkstelligd met behulp van een verbeterde werkwijzen

## NEN 2748 & NEN 2745
In 2001 is facility management uniform gedefinieerd in een Nederlandse Norm de NEN 2748. Deze norm heeft onder meer ten doel om facilitaire kosten beter te kunnen vergelijken. Deze norm is erg praktisch en eenduidig als het gaat om het opzetten van een data bestand ten behoeve van een benchmark. In het voorwoord van deze norm staat dan ook: 
De norm beoogt een grondslag te zijn voor het genereren van relevante informatie en cijfermateriaal op basis waarvan de relevante kosten van facilitaire voorzieningen kunnen worden vergeleken (...).
In 2010 heeft de complete NEN-EN 15221 de huidige Nederlandse norm 2748 vervangen.
Voor het beter vergelijken van facilitaire kosten in de gezondheidszorg is de NEN 2745 opgezet.

## NEN 2580
Naast de NEN 2748 wordt ook de: NEN 2580 gebruikt. Deze norm bestaat sinds 1997 en is voor het genereren van facilitaire kostenkengetallen van belang. Want als de kosten van facilitaire voorzieningen worden afgezet tegen eenduidige eenheden van faciliteit ontstaan zinvolle kostenkengetallen. Hierbij valt dan te denken aan genormaliseerd eenheden, zoals m² verhuurbaar vloeroppervlak.
Overigens kunnen de kosten ook kenbaar worden gemaakt in ratio's als kosten per werkplek of kosten per FTE (Fulltime Employee).

## Nederlandse Facility Cost Index (NFC)
Jaarlijks wordt op de jaarvergadering van Facility Management Nederland (FMN) door de NFC de Facility Cost Index op hoofdniveau (huisvesting, diensten & middelen, ICT, Externe voorzieningen en Facility management) bekendgemaakt.
De NFC is een onafhankelijke instantie die de Nederlandse facility-managementmarkt van het gewenste objectieve en actuele ijkpunt (benchmark) voorziet. Voor een gedetailleerder inzicht in de Facility Cost Index dient men echter lid te zijn van de NFC.

## Facility Performance Standard (FPS)
Er is sinds 2008 een nauwe samenwerking van verschillende organisaties om een systematiek te ontwikkelen om de kwaliteit van dienstverlening te monitoren. Het doel van de standaard is het ontwikkelen, vaststellen en beheren van facilitaire standaardmetingen én KPI's (kritiekeprestatie-indicator) voor kwaliteit en klanttevredenheid. Deze kan gebruikt worden om te kijken hoe de facilitaire kosten zich verhouden tot de facilitaire kwaliteitsbeleving.